# ليفي روميرو
ليفي روميرو (بالإسبانية: Levi Romero)‏ هو لاعب كرة قاعدة فنزويلي، ولد في 12 أبريل 1984 في ولاية أنزواتغي في فنزويلا.

## وصلات خارجية
- ليفي روميرو على موقع الدوري الياباني لكرة القاعدة (الإنجليزية)
- ليفي روميرو على موقعبيزبول رفرنس.كوم (الدوري الثانوي) (الإنجليزية)
- ليفي روميرو على موقع مشجعي الرسوم البيانية (الإنجليزية)